# Никола Мандулов
Никола Атанасов Мандулов (Копривщица, 1870 – Асеновград, 1948), е многогодишен свещеник в копривщенския храм „Свети Николай“. 
По препоръка на Пловдивската митрополия през 20-те години на XX век семейството на поп Никола се мести в Асеновград, където църквите и съответно енориашите са повече, и така там има по-добро препитание. Това става поради западащата икономически по това време Копривщица, като много граждани намират начин да преживяват извън града. Дядо Никола е приет добре от месните християни и затова след смъртта му погребан в местната църква „Свети Георги“, където преди това служи като храмов свещеник.
С неговата жена Мария Азманова имат многолюдно семейство, с общо девет деца – Атанас, Донка, Нестор, Владимир, Георги, Парашкева, Спас, Максим и Димитър. Атанас Мандулов е ветеринарен техник. Донка става презвитера като се онъжва за свещеник Ангел Георгиев, а Нестор Мандулов се запопва и се грижи за паството на храм „Света Петка“. Като обществен деец той организира трапезарии за бедни ученици в Калофер и пловдивското село Бойково.
Свещеник Нестор Николов Попмандулов е активен член на църковното братство на старата черкова „Св. Петка“ в годините около 1944 г. Църквата е разположена под Джамбаз тепе в Пловдив. Там той изнася лекции за православното богослужение и Катехизиса.
Чипевата къща, известна и като Никола-Мандулова в Копривщица е паметник на културата.